# Allein unter Müttern
Allein unter Müttern ist ein deutscher Fernsehfilm aus dem Jahr 2011. Die Komödie stellt nach Allein unter Schülern (2009) die zweite Fortsetzung von Allein unter Töchtern (2007) dar. Die Reihe wurde 2012 fortgeführt mit dem Film Allein unter Nachbarn; 2014 kam der Film Allein unter Ärzten hinzu.

## Handlung
Harald Westphal ist verwitweter, alleinerziehender Vater von drei Töchtern. Während die älteste Tochter in Australien ein Praktikumsjahr macht, ist die zweite Tochter Marla mitten im Abitur-Stress. Als ehemaliger Bundeswehrsoldat trainiert Harald seine jüngste Tochter Flo in Leichtathletik. Als er erfährt, dass seine 17-jährige Tochter Marla von einem finnischen Jungmusiker schwanger ist, bricht für ihn die Welt zusammen. Hinzu kommt, dass auch seine neue Lebensgefährtin Sabine ein Baby von ihm erwartet. Harald beschließt, die Erziehung beider Babys zu übernehmen, auch wenn er damit überfordert ist. Währenddessen fühlt sich seine jüngste Tochter Flo vernachlässigt und sucht sich auf eigene Faust eine Adoptivfamilie.

## Kritik
„Die Fortsetzung von Jaenickes Allein unter…-Serie spart nicht an Kitsch und Klamauk, aber Lachsalven sind garantiert.“